# ブラインドスポッティング
『ブラインドスポッティング』（Blindspotting）は、2018年のアメリカ合衆国のサスペンス・ドラマコメディ映画。
監督はカルロス・ロペス・エストラーダ、出演はダヴィード・ディグスとラファエル・カザルなど。主演のディグスとカザルが製作と脚本も務めている。
カリフォルニア州オークランドで生まれ育った親友同士の白人と黒人の2人の青年の姿を通して、人種の違う者や貧富の差がある者が混在することによって起こる問題を描く社会派ドラマ。

## ストーリー
黒人の青年コリンは保護観察期間中で、あと3日で期間が終わる予定である。彼は幼馴染みの白人の青年マイルズと一緒に引っ越し業者として働いていた。
ある日、コリンは仕事を終えて帰る途中、黒人男性が白人警官に追われ、背後から撃たれる場面を目撃する。それをきっかけに、コリンとマイルズは互いのアイデンティティや、急激に高級化する地元の変化などの現実を突き付けられる。さらに、かねてから問題児だったマイルズの予期せぬ行動が、あと3日で保護観察期間が終わる予定のコリンの身を脅かすことになる。

## キャスト
- コリン・ホスキンス: ダヴィード・ディグス（英語版）
- マイルズ: ラファエル・カザル（英語版）
- ヴァル: ジャニナ・ガヴァンカー
- リン: ウトカルシュ・アンブドゥカル（英語版）
- アシュリー: ジャスミン・シーファス・ジョーンズ（英語版）
- モリーナ: イーサン・エンブリー
- ママ・リズ: ティシャ・キャンベル＝マーティン（英語版）
- パトリック: ウェイン・ナイト
- 判事: リーランド・オーサー

## 作品の評価
バラク・オバマ前アメリカ合衆国大統領は、2018年のベストムービーに『万引き家族』や『ROMA/ローマ』、『ブラックパンサー』、『ブラック・クランズマン』などと共に本作を選出した。
Rotten Tomatoesによれば、164件の評論のうち、94%にあたる154件が高く評価しており、平均で10点満点中8.09点を得ている。
Metacriticによれば、43件の評論のうち、高評価は38件、賛否混在が5件、低評価はなく、平均で100点満点中77点を得ている。